# بتا کژدم
بتا کژدم یک ستاره است که در صورت فلکی کژدم قرار دارد.
بتا دومین حرف از الفبای یونانی است.
در سیستم عددی یونانی مقدار ۲ را دارد.
بتا عقرب، یک ستارهٔ دوتایی است.
با تلسکوپ‌های کوچک هم می‌توان آن را به راحتی رصد کرد.
این دو ستاره از قدر ۲/۶ و ۴/۹ می‌درخشند و جدایی زاویه‌ای‌شان حدود ۱۳/۵ ثانیهٔ قوسی است.
بتا ۱ عقرب، ستارهٔ پرنورتر این سامانهٔ دوتایی، خود دو همدم دیگر نیز دارد که بتا عقرب A و بتا عقرب B نام دارند.
جدایی زاویه‌ای این دو ستاره فوق الذکر ۳/۹ ثانیهٔ قوسی است.
این سامانهٔ سه‌تایی را می‌توان با تلسکوپ‌های کوچک هم رصد کرد اما این منظومه اعضا دیگری نیز دارد که در دسترس تلسکوپ‌های آماتوری نیستند.
بتا عقرب می تواند توسط کره ماه و به ندرت توسط سیارات پنهان شود . 
آخرین غیبت توسط یک سیاره در 13 مه 1971 ، توسط مشتری اتفاق افتاد .
بتا کژدم به اکراب و گرافیاس نیز شهرت دارد.
```
(Graffias یا Akrab)  
```

در واقع ، گرافیاس در شکوه بصری با میزار رقابت می کند.
میزار نام ستاره ٔ دوم دم دب اکبر است.،